# 7565 Zipfel
A 7565 Zipfel (ideiglenes jelöléssel 1988 RD11) a Naprendszer kisbolygóövében található aszteroida. Schelte J. Bus fedezte fel 1988. szeptember 14-én.